# フォルトゥーナ

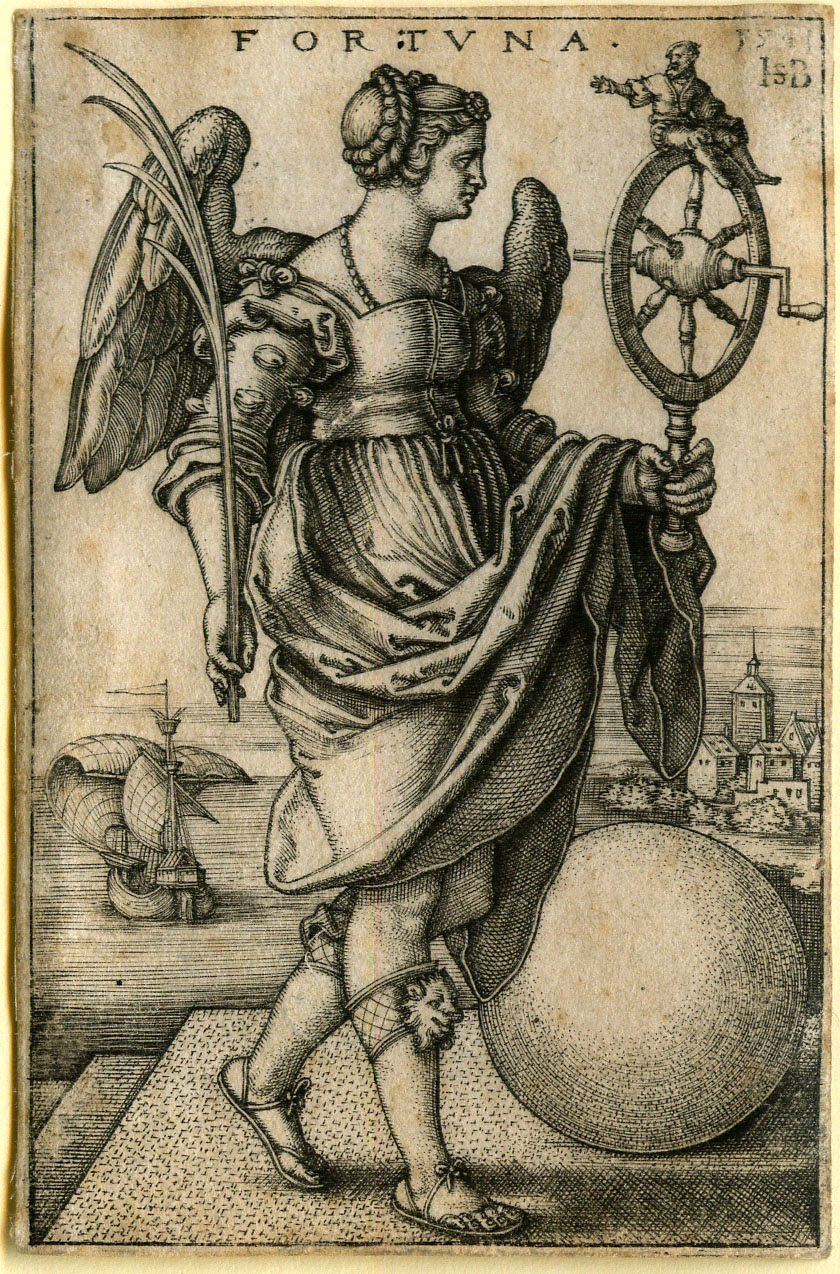
Beham, (Hans) Sebald (1500-1550): Fortuna. Engraving, allegorical figure representing Fortune, 1541

フォルトゥーナ（Fortuna）は、ローマ神話に伝えられる運命の女神。

## 概要
運命の車輪を司り、人々の運命を決めるという。英語の「Fortune」の語源とされ、ギリシア神話のテュケー(Tyche)に相当する。
運命を操るための舵を携えており、運命が定まらないことを象徴する不安定な球体に乗り、幸運の逃げやすさを象徴する羽根の生えた靴を履き、幸福が満ちることのないことを象徴する底の抜けた壺を持っている。
また、チャンスは後からでは掴めないということを表しているため、フォルトゥーナには後ろ髪がなく前髪しかないとされているが、最近ではすべての髪を前で束ねているイメージに変わっている。
フォルトゥーナはコルヌー・コーピアエを携えた幸運の女神ともされている。
タロットの運命の輪はフォルトゥーナがモデルとされている。